# Marathon van Eindhoven 1995
De marathon van Eindhoven 1995 werd gelopen op zondag 8 oktober 1995. Het was de twaalfde editie van deze marathon.
Bij de mannen werd de wedstrijd gewonnen door Peter Sarafinyuk uit Oekraïne, die in 2:16.40 over de streep kwam. De Nederlandse Carla Beurskens won bij de vrouwen in 2:35.16.
Tijdens de halve marathon overleed een 32-jarige loper.

## Uitslagen

### Mannen
| rang   | naam                | land | tijd    |
| ------ | ------------------- | ---- | ------- |
| Goud   | Peter Sarafinyuk    | UKR  | 2:16.40 |
| Zilver | Getaneh Tessema     | ETH  | 2:17.16 |
| Brons  | Viktor Vlikristenko | UKR  | 2:17.35 |
| 4      | Wielsaw Palczynski  | POL  | 2:20.20 |
| 5      | Fransua Woldemarim  | ETH  | 2:20.41 |
| 6      | Tadesse Woldemeskel | ETH  | 2:22.54 |
| 7      | Viktor Gural        | UKR  | 2:23.15 |
| 8      | Filip Vanhaecke     | BEL  | 2:23.16 |
| 9      | Petr Novak          | CZE  | 2:23.34 |
| 10     | Soulman Nadeki      | RSA  | 2:23.59 |
| 13     | John Vermeule       | NED  | 2:25.11 |
| 17     | Stam                | NED  | 2:26.25 |

### Vrouwen
| rang   | naam            | land | tijd    |
| ------ | --------------- | ---- | ------- |
| Goud   | Carla Beurskens | NED  | 2:35.16 |
| Zilver | Mieke Aanen     | NED  | 2:52.40 |
| Brons  | Karin Bakker    | BEL  | 2:58.42 |
| 4      | Ann Kinkhaert   | BEL  | 2:59.54 |

1959 ·
1960 ·
1982 ·
1984 ·
1986 ·
1988 ·
1990 ·
1991 ·
1992 ·
1993 ·
1994 ·
1995 ·
1996 ·
1997 ·
1998 ·
1999 ·
2000 ·
2001 ·
2002 ·
2003 ·
2004 ·
2005 ·
2006 ·
2007 ·
2008 ·
2009 ·
2010 ·
2011 ·
2012 ·
2013 ·
2014 ·
2015 ·
2016 ·
2017 ·
2018 ·
2019 ·
2020 ·
2021 ·
2022 ·
2023 ·
2024 ·
2025